# Herzogshof (Graz)

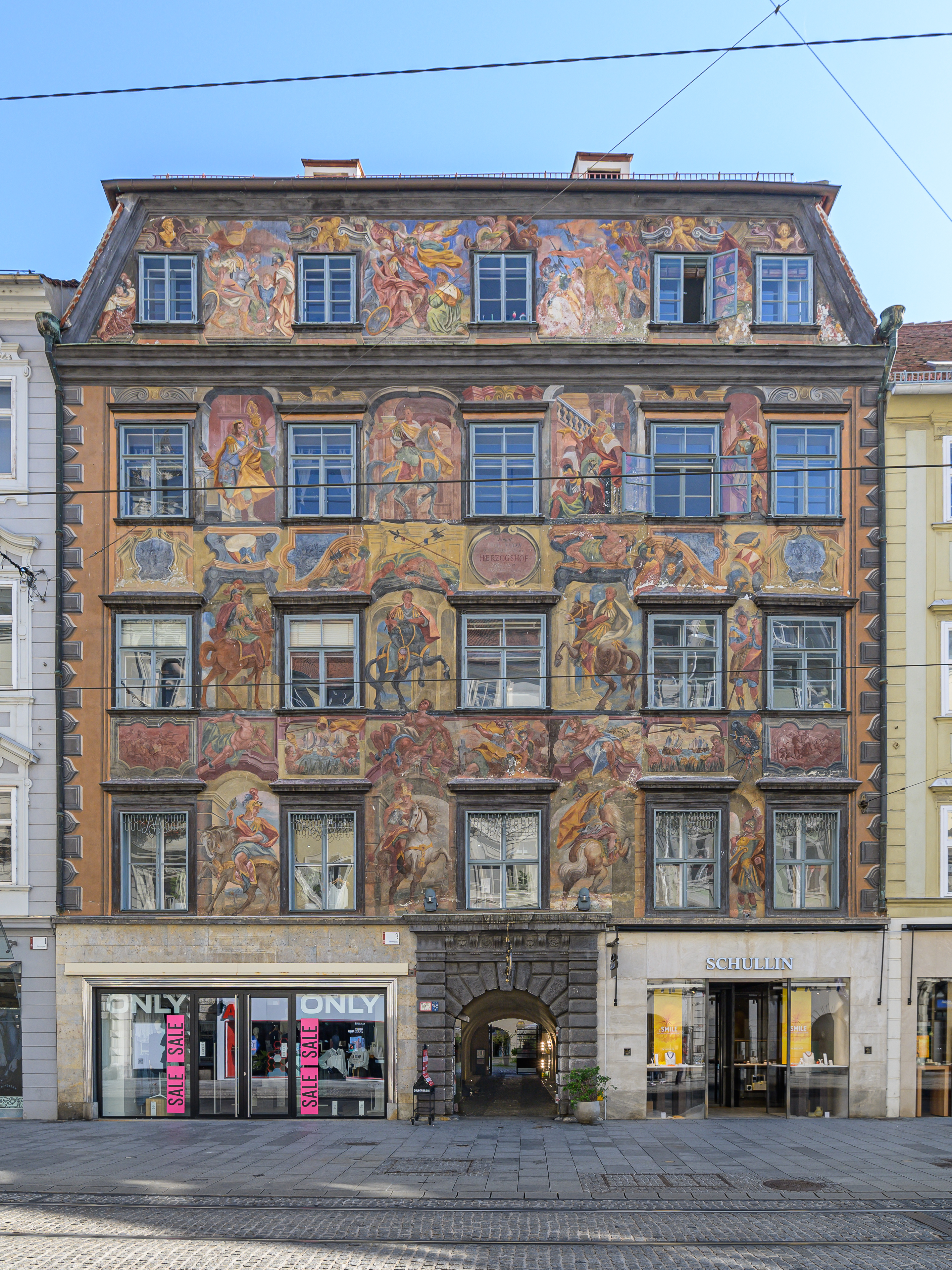
Ansicht von der Herrengasse

Der Herzogshof (auch „Gemaltes Haus“ genannt) ist ein Gebäude in der Grazer Herrengasse, dessen Front komplett bemalt ist. 
Er wird das erste Mal 1360 urkundlich erwähnt. Hier vergaben die Herzöge der Steiermark die Lehen an ihre Untertanen. Als 1450 die Grazer Burg fertiggestellt wurde, wurde es für diesen Zweck nicht mehr benötigt. Um das Jahr 1600 wurde die Fassade zum ersten Mal bemalt, von dem Hofmaler Kaiser Ferdinands II. und späteren Architekten seines Mausoleums, Giovanni Pietro de Pomis.
Das Haus wechselte öfter den Besitzer, bis es in den Besitz des Wechslers Franz von Lathurner kam. Dieser ließ um 1742 das Haus von dem Vorauer Maler Johann Mayer, einem Schüler Johann Cyriak Hackhofers, neu freskieren. Die Bemalung bedeckt mit 220 m² die ganze Fassade und zeigt griechische und römische Götter.
Im Herzogshof wurde im Jahr 1382 eine Delegation aus Triest empfangen. Sie stellten  ihr Land unter den Schutz der Habsburger, um nicht von Venedig erobert zu werden. Triest blieb bis ans Ende des Ersten Weltkrieges ein Teil von Österreich.